# Michael Schmid
Michael (Mike) Schmid (Frutigen, 18 maart 1984) is een Zwitsers freestyleskiër, die zich specialiseert in het onderdeel skicross. Zijn grootste succes behaalde hij op de Olympische Winterspelen van 2010, waar hij olympisch kampioen werd.

## Carrière
Schmid begon zijn carrière als alpineskiër, maar verruilde deze sport voor de skicross op 16-jarige leeftijd. Op 18 januari 2004 debuteerde hij in de wereldbeker met een 38ste plaats. Zijn eerste wereldbekerpunten pakte hij in Pozza di Fassa waar hij 22ste werd. Zes dagen later wist hij in Kreischberg voor het eerst een top-10 notering neer te zetten.
Op 20 januari 2006 pakte Schmid zijn eerste podiumplek bij een wereldbekerwedstrijd; hij werd tweede in Kreischberg. Bij de wereldkampioenschappen freestyleskiën van 2007 werd hij tiende. Op 5 januari 2009 pakte hij zijn eerste wereldbekeroverwinning door in St. Johann in Tirol eerste te worden. Op het WK van 2009 werd hij 15de.
Schmid wist in december 2009 in Innichen de twee eerste wereldbekerwedstrijden van het seizoen te winnen. Bij de Olympische Winterspelen van 2010 werd hij de eerste olympische kampioen op het onderdeel skicross; in de kwalificatie skiede hij de snelste tijd en ook in de finale was hij het snelst.

## Resultaten

### Olympische Spelen
| Jaar | Plaats    | Resultaten |
| ---- | --------- | ---------- |
| 2010 | Vancouver | Skicross   |

### Wereldkampioenschappen
| Jaar | Plaats               | Resultaten   |
| ---- | -------------------- | ------------ |
| 2005 | Ruka                 | 6e Skicross  |
| 2007 | Madonna di Campiglio | 10e Skicross |
| 2009 | Inawashiro           | 15e Skicross |

### Wereldbeker
Eindklasseringen
| Seizoen   | Algm   | SX   |
| --------- | ------ | ---- |
| 2004/2005 | 56e    | 19e  |
| 2005/2006 | 12e    | 6e   |
| 2006/2007 | 29e    | 4e   |
| 2007/2008 | 29e    | 8e   |
| 2008/2009 | 24e    | 9e   |
| 2009/2010 | Zilver | Goud |
| 2011/2012 | 97e    | 26e  |

Wereldbekerzeges
| Datum            | Plaats              | Onderdeel |
| ---------------- | ------------------- | --------- |
| 5 januari 2009   | St. Johann in Tirol | Skicross  |
| 21 december 2009 | Innichen            | Skicross  |
| 22 december 2009 | Innichen            | Skicross  |
| 6 maart 2010     | Branäs              | Skicross  |
| 14 maart 2010    | Hasliberg           | Skicross  |
| 20 maart 2010    | Sierra Nevada       | Skicross  |